# Luciano Lollo
Mauricio Luciano Lollo (Alejo Ledesma, Córdoba; 29 de marzo de 1987) es un futbolista profesional argentino que se desempeña en la posición de defensor central y actualmente juega en Newell's Old Boys de la Primera División Argentina.

## Trayectoria

### Inicios
Se inició a los cinco años en Sarmiento; pero a los 14 pasaría a Los Andes, rival de toda la vida. Fue Marcelo Bonetto, que por aquel entonces trabajaba en Barrio Alberdi, quien le puso los ojos encima en un torneo provincial realizado en Embalse. Lollo jugaba en la Sub-15 de Canals y terminó cuarto año en el Colegio Ipea 213 de La Carlota, cuando fue llamado por el Club Atlético Belgrano.

### Belgrano
Debutó oficialmente el 7 de diciembre de 2007 con Belgrano ante el club Defensa y Justicia en un partido correspondiente al torneo Primera B Nacional 2007-08. El director técnico que lo hizo debutar fue Mario Gómez ubicándolo como volante de contención. En el mencionado torneo, Belgrano finalizó en la cuarta ubicación y accedió así a la Promoción por el ascenso a Primera frente a Racing Club. En ésta se impuso Racing, de modo que Belgrano se mantuvo en la segunda categoría.
Fue pilar de la campaña de Belgrano en la Primera B Nacional 2010-11, en la que el club alcanza nuevamente la instancia de Promoción frente a otro grande, River Plate en junio de 2011. En esta oportunidad, Belgrano logró imponerse en la Promoción con un global 3-1, consagrando el primer descenso en la historia de River y el regreso de Belgrano al primer plano argentino tras cuatro temporadas en la segunda división.
Ya en el campeonato de Primera, consiguió consolidarse en la categoría con el Pirata. Fue capitán del equipo por primera vez en su carrera el 7 de marzo de 2012. A mediados de ese año, sufrió su primera lesión de gravedad, una pubalgia, que lo alejó de las canchas por cinco meses. Cumplido el plazo de recuperación volvió a la actividad. Logró con Belgrano dos subcampeonatos: en el Torneo Apertura 2011 y en el Inicial 2013 que le permitió al equipo cordobés su primera participación en un torneo continental, la Copa Sudamericana 2013. En este torneo, Lollo hizo su debut en partidos internacionales.
Convirtió catorce goles con la camiseta de Belgrano, frente a Unión de Santa Fe en dos oportunidades, Almagro, Ben Hur, Platense, Quilmes y Defensa y Justicia en la Primera B Nacional; a Independiente por Copa Argentina; ante Arsenal, Atlético de Rafaela, Argentinos Juniors, Lanús, Boca Juniors y Gimnasia y Esgrima La Plata en la Primera División de Argentina. Con esa cantidad de goles, es junto a Marcelo Bonetto, Sebastián Brusco y Hernán Medina el defensor más goleador de la historia de Belgrano en torneos de AFA.

### Racing Club
En julio de 2014 fue transferido a Racing Club de Avellaneda a préstamo con opción de compra por dieciocho meses. Convirtió contra San Lorenzo su primer gol en el club luego de ser asistido por Gastón Díaz. En su primera temporada con Racing ganó el Campeonato de Primera División 2014. Lollo jugó todos los partidos de titular, rompiendo una racha en la Academia de 13 años sin vueltas olímpicas. El 17 de febrero de 2015 convirtió su primer gol en la Copa Libertadores de América (segundo gol en su carrera en Racing) en un 5 a 0 ante Deportivo Táchira en Venezuela.

### River Plate
El 29 de junio de 2016 se convirtió en refuerzo de River Plate por 3,5 millones de dólares, firmando un contrato por 4 años. Luego de una larga inactividad de diez meses a causa de una grave lesión volvió a las canchas y debutó en River Plate como titular en un partido oficial en el Estadio Monumental frente a Unión de Santa Fe el 12 de marzo de 2017. El 5 de septiembre de 2017 se confirmó una nueva lesión por hallux rigidus bilateral (una suerte de artrosis en los pulgares de los pies) con un tiempo de recuperación de entre dos y tres meses. El 30 de noviembre de 2018 se confirmó una lesión por estrés en el segundo metatarsiano del pie derecho, cuya recuperación le demandaría al menos un mes.

### Banfield
El 1 de julio de 2019 se va en calidad de préstamo por un año con opción de compra al Club Atlético Banfield de la Primera División de Argentina en busca de titularidad. Después de la cesión, donde se ganó la titularidad a mano de sus buenos de rendimientos, Banfield hace efectiva la opción de compra en tan solo 250.000 dólares, muy poco comparado con lo que River pagó por él a Racing en más de 3 millones de dólares.

### Estudiantes de La Plata
El 26 de mayo de 2022 es anunciado como nuevo refuerzo del Club Estudiantes de La Plata, firmando un contrato hasta diciembre del 2023. El 13 de diciembre de 2023 obtiene la Copa Argentina 2023 y el 5 de mayo de 2024 la Copa de la Liga Profesional 2024. El 21 de diciembre de 2024 integra el equipo titular que obtuvo el Trofeo de Campeones de la Liga Profesional 2024, en el triunfo de Estudiantes de La Plata ante Vélez Sarsfield por 3-0 en el Estadio Único Madre de Ciudades de Santiago del Estero.

### Newells Old Boys
A mediados del 2025, Luciano Lollo es confirmado como nuevo refuerzo de la Lepra, firmando contrato por 1 año.
Marcó su primer gol con el club el 30 de enero de 2025, frente al Club Atlético Boca Juniors, en el Torneo Apertura 2025.

## Estadísticas

### Clubes
- Actualizado hasta el 24 de febrero de 2025.

| Belgrano Argentina | 2.ª           | 2007-08       | 23  | 3  | -  | - | -  | - | 23  | 3  | 0.13 |
| Belgrano Argentina | 2.ª           | 2008-09       | 23  | 0  | -  | - | -  | - | 23  | 0  | 0    |
| Belgrano Argentina | 2.ª           | 2009-10       | 36  | 3  | -  | - | -  | - | 36  | 3  | 0.08 |
| Belgrano Argentina | 2.ª           | 2010-11       | 36  | 1  | -  | - | -  | - | 36  | 1  | 0.03 |
| Belgrano Argentina | 1.ª           | 2011-12       | 21  | 0  | 1  | 1 | -  | - | 22  | 1  | 0.05 |
| Belgrano Argentina | 1.ª           | 2012-13       | 18  | 1  | 1  | 0 | -  | - | 19  | 1  | 0.05 |
| Belgrano Argentina | 1.ª           | 2013-14       | 34  | 5  | -  | - | 2  | 0 | 36  | 5  | 0.14 |
| Belgrano Argentina | Total         | Total         | 191 | 13 | 2  | 1 | 2  | 0 | 195 | 14 | 0.07 |
| Racing Club Argentina | 1.ª           | 2014          | 19  | 1  | 2  | 0 | -  | - | 21  | 1  | 0.05 |
| Racing Club Argentina | 1.ª           | 2015          | 25  | 3  | 5  | 0 | 5  | 1 | 35  | 4  | 0.11 |
| Racing Club Argentina | 1.ª           | 2016          | 2   | 0  | 1  | 0 | 3  | 0 | 6   | 0  | 0    |
| Racing Club Argentina | Total         | Total         | 46  | 4  | 8  | 0 | 8  | 1 | 62  | 5  | 0.08 |
| River Plate Argentina | 1.ª           | 2016-17       | 5   | 0  | 0  | 0 | 3  | 0 | 8   | 0  | 0    |
| River Plate Argentina | 1.ª           | 2017-18       | 2   | 0  | 0  | 0 | 1  | 0 | 3   | 0  | 0    |
| River Plate Argentina | 1.ª           | 2018-19       | 4   | 1  | 0  | 0 | 1  | 0 | 5   | 1  | 0.04 |
| River Plate Argentina | Total club    | Total club    | 11  | 1  | 0  | 0 | 5  | 0 | 16  | 1  | 0.06 |
| Banfield Argentina | 1.ª           | 2019-20       | 17  | 1  | 2  | 0 | -  | - | 19  | 1  | 0.05 |
| Banfield Argentina | 1.ª           | 2020          | -   | -  | 11 | 1 | -  | - | 11  | 1  | 0.09 |
| Banfield Argentina | 1.ª           | 2021          | 23  | 1  | 15 | 1 | -  | - | 38  | 2  | 0.05 |
| Banfield Argentina | 1.ª           | 2022          | 0   | 0  | 14 | 2 | 5  | 0 | 19  | 2  | 0.11 |
| Banfield Argentina | Total club    | Total club    | 40  | 2  | 42 | 4 | 5  | 0 | 87  | 6  | 0.07 |
| Estudiantes de La Plata Argentina | 1.ª           |               |     |    |    |   |    |   |     |    |      |
| Estudiantes de La Plata Argentina | 1.ª           | 2022          | 15  | 0  | 1  | 0 | 4  | 0 | 20  | 0  | 0    |
| Estudiantes de La Plata Argentina | 1.ª           | 2023          | 23  | 3  | 3  | 0 | 9  | 0 | 35  | 3  | 0.09 |
| Estudiantes de La Plata Argentina | 1.ª           | 2024          | 20  | 0  | 10 | 0 | 3  | 0 | 33  | 0  | 0    |
| Estudiantes de La Plata Argentina | Total club    | Total club    | 58  | 3  | 14 | 0 | 16 | 0 | 88  | 3  | 0.03 |
| Newell's Old Boys Argentina | 1.ª           | 2025          | 3   | 0  | 0  | 0 | 0  | 0 | 3   | 0  | 0    |
| Newell's Old Boys Argentina | Total club    | Total club    | 3   | 0  | 0  | 0 | 0  | 0 | 3   | 0  | 0    |
| Total carrera | Total carrera | Total carrera | 349 | 23 | 66 | 5 | 36 | 1 | 451 | 29 | 0.06 |
| (1) Incluye Copa Argentina, Copa de la Superliga y Copa de la Liga Profesional. (2) Incluye Copa Libertadores y Copa Sudamericana. (2) Cantidad de goles dividido la cantidad de partidos oficiales. |               |               |     |    |    |   |    |   |     |    |      |

## Palmarés

### Títulos nacionales
| Título              | Club                    | País      | Año  |
| ------------------- | ----------------------- | --------- | ---- |
| Primera División    | Racing Club             | Argentina | 2014 |
| Copa Argentina      | River Plate             | Argentina | 2016 |
| Copa Argentina      | River Plate             | Argentina | 2017 |
| Supercopa Argentina | River Plate             | Argentina | 2017 |
| Copa Argentina      | Estudiantes de La Plata | Argentina | 2023 |
| Copa de la Liga     | Estudiantes de La Plata | Argentina | 2024 |
| Trofeo de Campeones | Estudiantes de La Plata | Argentina | 2024 |

### Campeonatos internacionales
| Título              | Club        | Sede         | Año  |
| ------------------- | ----------- | ------------ | ---- |
| Recopa Sudamericana | River Plate | Buenos Aires | 2016 |
| Copa Libertadores   | River Plate | Madrid       | 2018 |
| Recopa Sudamericana | River Plate | Buenos Aires | 2019 |

### Otros logros
- Ascenso a Primera División con Belgrano en la temporada 2010-11.